# Aulonogyrus amoenulus
Aulonogyrus amoenulus là một loài bọ cánh cứng trong họ van Gyrinidae. Loài này được Boheman miêu tả khoa học năm 1848.